# 留村站
留村站是石家庄地铁1号线的地铁车站，位于中华人民共和国河北省石家庄市裕华区裕华东路与天山南大街交叉口地下，2017年6月26日開通运营。

## 车站结构
留村站位于裕华东路与天山南大街交叉口，沿裕华东路呈东西向布置，全长242.5米，宽41.4米，为地下两层双岛式站台车站，其中1号线使用内侧两个站台，正在建设中的6号线使用外侧两个站台，远期实现两线同向同台换乘，因该站外侧站台目前被假墙封闭，目前1号线车站实际为侧式站台。车站东侧设有1号线单渡线，西侧预留有1号线与6号线单渡线。
| 地面              | 出入口 | A、B、C、D出入口 |
| 地下一层          | 站厅   | 客服中心、自动售票机、验票机 |
| 地下二层          | 站台   | \| \| \| 未來 █ 6号线（在建）轨道，现状封闭 \| \| 島式 · 開右邊车门 \| \| \| \| \| \| █ 1号线往西王（白佛） \| \| \| \| █ 1号线往福泽（火炬广场） \| \| 島式 · 開右邊车门 \| \| \| \| \| \| 未來 █ 6号线（在建）轨道，现状封闭 \| |
|                   |        | 未來 █ 6号线（在建）轨道，现状封闭 |
| 島式 · 開右邊车门 |        | |
|                   |        | █ 1号线往西王（白佛） |
|                   |        | █ 1号线往福泽（火炬广场） |
| 島式 · 開右邊车门 |        | |
|                   |        | 未來 █ 6号线（在建）轨道，现状封闭 |

## 车站出口
留村站共设4个出口，同时在靠近D出入口处还有一个连接天山海世界地下一层的未编号出入口，各出口及周围设施如下所示：
| 出口编号                             | 照片 | 地点                                 | 可到达目的地                 |
| ------------------------------------ | ---- | ------------------------------------ | ---------------------------- |
| 出口 · A · 升降机标志 · 扶手电梯标志 |      | 裕华东路（北侧）、天山南大街（东侧） | 留村、天山城市规划展览馆     |
| 出口 · B · 扶手电梯标志              |      | 裕华东路（南侧）、天山南大街（东侧） |                              |
| 出口 · C · 扶手电梯标志              |      | 裕华东路（南侧）、天山南大街（西侧） | 大江山小区、石家庄学院北校区 |
| 出口 · D · 扶手电梯标志              |      | 裕华东路（北侧）、天山南大街（西侧） | 天山海世界                   |
| 註： 設有 \| 設有扶手電梯            |      |                                      |                              |

## 接驳交通

### 公交车
| 途经留村站的公交线路                                                     |            | |
| 类型                                                                     | 运营商     | 线路及主要站点[1] |
| 公共汽车                                                                 | 石家庄公交 | - 32路：解放广场 ↔ 天津银行 ↔ 长安区政府 ↔ 海世界 ↔ 中仰陵地铁站 ↔ 中仰陵南 - 51路：长安公园 ↔ 北国商城 ↔ 长安区政府 ↔ 海世界 ↔ 中仰陵南 - 79路：海世界 ↔ 石家庄学院北门 ↔ 医大一院 ↔ 南焦客运站 - 219路：省二院东院 ↔ 海世界 ↔ 中仰陵地铁站 ↔ 东佐 ↔ 栾城公交停保场 - 518路：海世界 ↔ 北豆 ↔ 韩通 ↔ 八方 ↔ 靳庄 - 553路：谈固 ↔ 白佛 ↔ 海世界 ↔ 石药工业园 ↔ 经济开发区公交枢纽站 - 555路：同祥城 ↔ 海世界 ↔ 天山科技工业园 ↔ 石药工业园 ↔ 经济开发区公交枢纽站 |
| 机场巴士                                                                 | 冀运集团   | - 机场巴士S4线：省体育馆 ↔ 天山海世界 ↔ 石家庄机场T2航站楼 ↔ 石家庄机场T1航站楼 - 机场巴士S7线：石家庄东站 ↔ 天山海世界 ↔ 石家庄机场T2航站楼 |
| 1 粗体字为可接驳留村站的站点；因篇幅有限，本表仅罗列公交线路的主要站点。 |            | |

## 历史
- 2015年6月20日，车站主体结构封顶[5]。
- 2017年6月26日，本站随1号线通车一同开通[1]。